# Сухой Лог (муниципальный округ)
Муниципальный округ Сухой Лог — муниципальное образование в Свердловской области России, относится к Южному управленческому округу.
Административный центр — город Сухой Лог.
С точки зрения административно-территориального устройства области, городской округ находится в границах административно-территориальной единицы Сухоложский район.
С 1 января 2025 года имеет статус муниципального округа.

## География
Округ расположен в южной части Свердловской области. Общая площадь городского округа — 168 451 га.
Муниципальные образования, с которыми граничит городской округ Сухой Лог:
- Камышловский муниципальный район и
- городские округа
  - Асбестовский;
  - Рефтинский;
  - Белоярский;
  - Богданович;
  - Артёмовский;
  - Ирбитское муниципальное образование.

## История
Примерно к концу XVII века относится образование сел: Поварня (сейчас часть села Новопышминского), Заимка, Спасская (ныне Мельничная), Филатовское, Курьи, Боровки, Валовая (часть села Курьи), Кокуй (ныне село Знаменское), Шата, Ряпосова (ныне село Светлое), Рудянское.
К памятникам архитектуры относятся: храм Николая Чудотворца в селе Новопышминском, храм Знамение в селе Знаменском, храм Михаила Архангела в селе Новопышминском.
10 июля 1931 года из территорий, принадлежавших ранее упраздненным Богдановичскому и Курьинскому районам, был образован Сухоложский район с центром в селе Сухой Лог. 10 мая 1934 года Сухоложский район был передан из Челябинской области в состав Свердловской области. С 13 января 1965 года Сухой Лог — город областного подчинения.
В 1992 году рабочий посёлок Алтынай был преобразован в сельский населённый пункт.
17 декабря 1995 года по итогам местного референдума на территории города Сухого Лога и Сухоложского района было создано Сухоложское муниципальное образование со статусом города. 10 ноября 1996 года муниципальное образование было включено в областной реестр. 12 ноября 1999 года муниципальное образование было переименовано в город Сухой Лог.
С 31 декабря 2004 года муниципальное образование было наделено статусом городского округа. Город Сухой Лог, ранее являвшийся городом областного подчинения, был включён в состав соответствующего административного района.
С 1 января 2006 года муниципальное образование город Сухой Лог было переименовано в городской округ Сухой Лог.
В рамках административно-территориального устройства области, административно-территориальная единица Сухоложский район продолжает существовать.

## Население
| 2009    | 2010    | 2011    | 2012    | 2013    | 2014    | 2015    |
| ------- | ------- | ------- | ------- | ------- | ------- | ------- |
| 45 231  | ↗49 005 | ↗49 056 | ↗49 170 | ↗49 254 | ↘49 159 | ↘48 989 |
| 2016    | 2017    | 2018    | 2019    | 2020    | 2021    | 2023    |
| ↘48 617 | ↗48 734 | ↘48 404 | ↘48 007 | ↘47 920 | ↘47 060 | ↘46 570 |

### Урбанизация
В городских условиях (город Сухой Лог) проживают 69,7 % населения района.

## Состав
В состав городского округа и района входят 26 населённых пунктов. Сухоложский район до 1 октября 2017 года включал 10 административно-территориальных единиц: 1 город и 8 сельсоветов.
| №  | Населённый пункт  | Тип населённого пункта        | Население | Административно- территориальная единица Сухоложского района |
| -- | ----------------- | ----------------------------- | --------- | ------------------------------------------------------------ |
| 1  | Алтынай           | посёлок                       | ↘1416     | Алтынайский сельсовет                                        |
| 2  | Боровки           | деревня                       | ↗76       | Курьинский сельсовет                                         |
| 3  | Брусяна           | деревня                       | ↗178      | Знаменский сельсовет                                         |
| 4  | Глядены           | деревня                       | ↗191      | Знаменский сельсовет                                         |
| 5  | Глядены-Санаторий | посёлок                       | ↘80       | Знаменский сельсовет                                         |
| 6  | Заимка            | деревня                       | ↘228      | Филатовский сельсовет                                        |
| 7  | Знаменское        | село                          | ↘1427     | Знаменский сельсовет                                         |
| 8  | Золоторуда        | посёлок                       | ↘15       | Алтынайский сельсовет                                        |
| 9  | Казанка           | деревня                       | ↘65       | Новопышминский сельсовет                                     |
| 10 | Квартал 233       | посёлок                       | ↘0        | Светловский сельсовет                                        |
| 11 | Курьи             | село                          | ↘4622     | Курьинский сельсовет                                         |
| 12 | Малый Таушкан     | деревня                       | ↘22       | Талицкий сельсовет                                           |
| 13 | Маханово          | село                          | ↘45       | Новопышминский сельсовет                                     |
| 14 | Мельничная        | деревня                       | ↘74       | Филатовский сельсовет                                        |
| 15 | Мокрая            | деревня                       | ↗68       | Светловский сельсовет                                        |
| 16 | Новопышминское    | село                          | ↗2255     | Новопышминский сельсовет                                     |
| 17 | Рефт              | посёлок                       | ↘6        | Алтынайский сельсовет                                        |
| 18 | Рудянское         | село                          | ↗1013     | Рудянский сельсовет                                          |
| 19 | Светлое           | село                          | ↘278      | Светловский сельсовет                                        |
| 20 | Сергуловка        | деревня                       | ↘295      | Новопышминский сельсовет                                     |
| 21 | Сухой Лог         | город, административный центр | ↘32 461   | город Сухой Лог                                              |
| 22 | Талица            | село                          | ↘311      | Талицкий сельсовет                                           |
| 23 | Таушканское       | село                          | ↘96       | Талицкий сельсовет                                           |
| 24 | Филатовское       | село                          | ↘1060     | Филатовский сельсовет                                        |
| 25 | Черемшанка        | посёлок                       | →0        | Алтынайский сельсовет                                        |
| 26 | Шата              | деревня                       | ↗442      | Знаменский сельсовет                                         |

7 августа 1996 года были упразднены посёлки Указатель (Курьинского сельсовета), Аверинка и Вырезка (Новопышминского сельсовета).